# Górki (Majków)
Górki – część wsi Majków w Polsce, położona w województwie świętokrzyskim, w powiecie skarżyskim, w gminie Skarżysko Kościelne.
W latach 1975–1998 Górki administracyjnie należały do województwa kieleckiego.